# Anala Mons
L'Anala Mons è una struttura geologica della superficie di Venere.